# Mette Lykke
Mette Lykke (født 1981 i Ringkøbing) er en dansk erhvervsleder, iværksætter og investor. Mette Lykke er CEO for Too Good To Go.

## Baggrund og uddannelse
Mette Lykke er ud af en familie af selvstændige. Hendes farfar startede i 1947 kæden 10-4, som både består af byggemarkeder og tømmerhandler. Mette Lykke er gift med Mads Lykke, og de har døtrene Maya og Ellen.
Mette Lykke har kandidateksamen i statskundskab fra Aarhus Universitet.

## Karriere
I 2007 var hun medstifter af virksomheden Endomondo, som i 2015 blev solgt,for en halv milliard kroner, til Under Armour, hvor hun var senior vice president indtil 2017.
Mette Lykke blev i 2018 valgt ind i Gyldendals bestyrelse.